# Hubert Lyautey
Louis Hubert Gonzalve Lyautey (Nancy, 17 de novembre de 1854 - Thorey, 27 de juliol de 1934), militar francès que fou la màxima autoritat del Protectorat Francès al Marroc.
Aquest general francès feu els estudis a l'escola de Saint-Cyr, i després ingressà en l'arma de cavalleria, sent enviat al cap de poc temps a la Indoxina com a cap del despatx militar d'Armand Rousseau. Més tard el general Gallieni, que havia tingut ocasió de mesurar llurs dots, va fer que fos destinat a Madagascar on donà proves de l'encert del seu nomenament, organitzant el país en petits sectors per així poder desfer-se dels rebels que estaven més pròxims a la regió pacifica de l'illa, no començava l'organització de cap nou sector fins que havia sotmès a l'immediat.
Posteriorment fou cridat a França, i el 1904 ascendí a general de brigada, amb destí al sud d'Orà, regió que aconseguí pacificar quasi per complet.
Nomenat, arran de la conferència d'Algesires, comissari superior del territori algerià-marroquí, acabdillà amb èxit l'expedició contra Beni-Snassew, consolidant la possessió de la regió per part dels francesos.
L'abril de 1912 fou nomenat resident general de la República francesa al Protectorat Francès al Marroc i va decidir traslladar la capital del país de Fes a Rabat després dels disturbis de 1912 arran de l'establiment del protectorat. El 1913 va demanar a l'urbanista Jean Claude Nicolas Forestier redactar un informe sobre el desenvolupament urbà de les grans ciutats marroquines, que recomanava conservar les medines i la creació d'eixamples moderns i després va contractar Henri Prost el 1914 per dissenyar la Ville Nouvelle de Rabat com a sector administratiu destinada a allotjar les institucions del protectorat i la població europea, juntament amb les actuacions a Fes, Marrakech, Meknès i Casablanca. En aquella època el país no restava pacificat del tot, perquè estava agitat per tots els ferments de l'anarquia, feu allí una labor magnifica de pacificació i així, en esclatar la guerra del 1914, pogué oferir a la seva pàtria un gran contingent de tropes franceses, sense que la pau a l'Àfrica s'alterés.
El desembre del 1916 acceptà la cartera de Guerra, però dimití al cap de poc per negar-se a fer en el Parlament determinades manifestacions que se li demanaven, entenent que tot allò relatiu a la defensa nacional no havia de fer-se públic. Llavors tornà al Marroc, on l'havia substituït, mentrestant, el general Gouraud. El 1920 ascendí a mariscal.
Va romandre al Marroc fins al 1925, però en esclatar la rebel·lió d'Abd-el-Krim contra França, el Govern de la metròpoli envià al seu costat al mariscal Philippe Pétain, dimitint quasi de seguida Lyautey per considerar aquell nomenament una gran desconsideració al seu treball al Marroc durant mig segle, admirat per propis i estranys.
El 1931 fou un dels principals organitzadors de l'Exposició colonial celebrada a París en aquest any; en els últims temps va viure completament apartat de tota activitat.
El 1912 havia ingressat en l'Acadèmia Francesa.
Va escriure els treballs següents: 
- Du role social de l'officier (1891),
- Du róle colonial de l'armée (1900),
- Dans le Sud de Madagascar (1903).
- Lettres du Tonkin et de Madgascar (1926)
- La réunion de la Lorraine à la France (1926)
- Paroles d'action (1927)
- Articles a Revue des Deux-Mondes